# Jani Rita
Jani Markus Rita (ur. 25 lipca 1981 w Helsinkach) – fiński hokeista, reprezentant Finlandii.

## Kariera
- Jokerit U16 (1994-1997)
- Jokerit U18 (1995-1997)
- Jokerit U20 (1997-2000)
- Jokerit (1998-2001)
- Hamilton Bulldogs (2001-2003)
- Edmonton Oilers (2002, 2003)
- Toronto Roadrunners (2003-2004)
- HPK (2004-2005)
- Edmonton Oilers (2005)
- Pittsburgh Penguins (2005-2006)
- Jokerit (2006-2016)

Wychowanek klubu EKS. Wieloletni zawodnik Jokeritu. Pierwotnie występował w klubie do 2001. W drafcie NHL z 1999 został wybrany przez Edmonton Oilers. Przez cztery sezony grał w Ameryce Północnej w ligach NHL i AHL (w pierwszym pobycie grał z nim w klubach jego rodak, Tony Salmelainen). Od 2006 ponownie występował w barwach Jokeritu w rodzimej fińskich rozgrywkach Liiga. W styczniu 2012 przedłużył kontrakt o dwa lata. Odszedł z Jokeritu w kwietniu 2016. Pod koniec czerwca 2016 ogłosił zakończenie kariery zawodniczej.
Uczestniczył w turniejach mistrzostw świata w 2005, 2006.

## Sukcesy

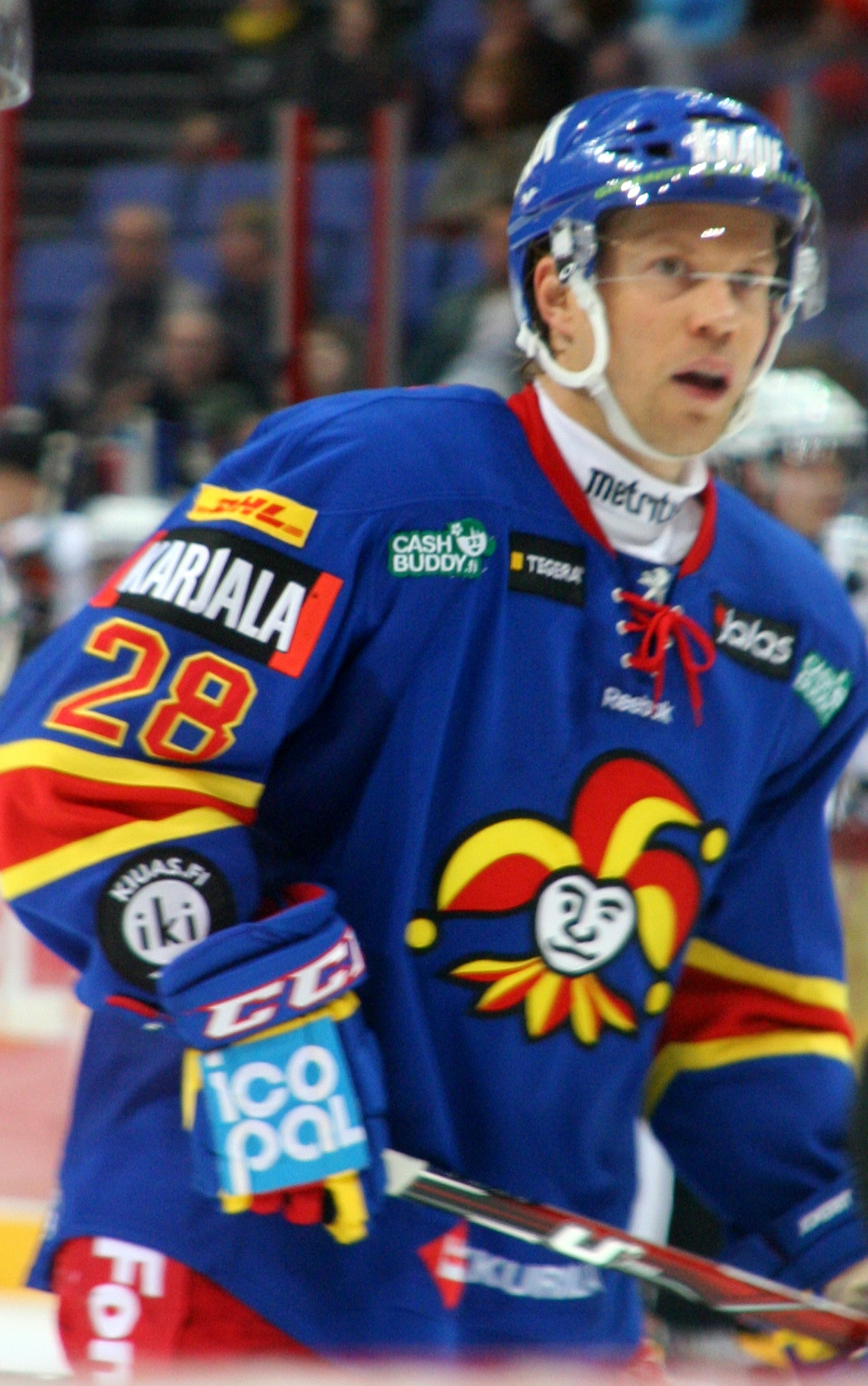
Jani Rita w barwach Jokeritu (2011)

Reprezentacyjne
- Srebrny medal mistrzostw Europy juniorów do lat 18: 1998
- Srebrny medal mistrzostw świata juniorów do lat 20: 2001
- Brązowy medal mistrzostw świata: 2006

Klubowe
- Srebrny medal mistrzostw Finlandii: 2000, 2007 z Jokeritem
- Brązowy medal mistrzostw Finlandii: 1998, 2012 z Jokeritem, 2005 z HPK
- Drugie miejsce w European Trophy: 2011 z Jokeritem
- Mistrzostwo dywizji AHL: 2003 z Hamilton Bulldogs
- Mistrzostwo konferencji AHL: 2003 z Hamilton Bulldogs
- Mistrzostwo w sezonie regularnym AHL: 2003 z Hamilton Bulldogs

Indywidualne
- Mistrzostwa świata do lat 20 w 2001:
  - Pierwsze miejsce w klasyfikacji strzelców turnieju: 8 goli
  - Skład gwiazd turnieju
- SM-liiga (2004/2005):
  - Pierwsze miejsce w klasyfikacji strzelców w fazie play-off: 7 goli
  - Nagroda dla najuczciwszego zawodnika (Trofeum Raimo Kilpiö)
- SM-liiga (2006/2007):
  - Pierwsze miejsce w klasyfikacji strzelców w sezonie zasadniczym: 32 gole[4] (Trofeum Aarnego Honkavaary)
  - Ósme miejsce w klasyfikacji kanadyjskiej w sezonie zasadniczym: 52 punkty[5]
  - Czwarte miejsce w klasyfikacji strzelców w fazie play-off: 6 goli[6]
  - Skład gwiazd sezonu